# Anoplocaryum
Anoplocaryum es un género de plantas con flores perteneciente a la familia Boraginaceae. Comprende 8 especies descritas y de estas, solo 5 aceptadas.

## Descripción
Son hierbas glabras, en general, anuales, pero a veces perennes. Hojas basales pecioladas. Flores en racimos. Cáliz 5-partita, ligeramente acrescentes en la fruta. Corola hipocrateriforme. Nueces ovalados a oblongas, minuciosamente tuberculadas.

## Taxonomía
El género fue descrito por Karl Friedrich von Ledebour  y publicado en Flora Rossica 3: 154. 1847.

## Especies aceptadas
A continuación se brinda un listado de las especies del género Anoplocaryum aceptadas hasta septiembre de 2013, ordenadas alfabéticamente. Para cada una se indica el nombre binomial seguido del autor, abreviado según las convenciones y usos.
- Anoplocaryum brandisii Brand
- Anoplocaryum compressum (Turcz.) Ledeb.
- Anoplocaryum helenae Volot.
- Anoplocaryum tenellum A.L.Ebel & Rudaya
- Anoplocaryum turczaninowii Krasnob.